# گنجشک سرخاکستری جنوبی
گنجشک سرخاکستری جنوبی (نام علمی: Passer diffusus) نام یک گونه از سرده گنجشک‌های راستین است.